# Nelson Diebel
Nelson Diebel (* 9. November 1970 in Chicago) ist ein ehemaliger US-amerikanischer Schwimmer.
Bei den Olympischen Spielen 1992 in Barcelona wurde er über 100 m Brust und mit der US-amerikanischen Lagenstaffel Olympiasieger. Nach seiner Karriere als Schwimmer wurde er Schwimmtrainer.